# Hutchesons’ Hall

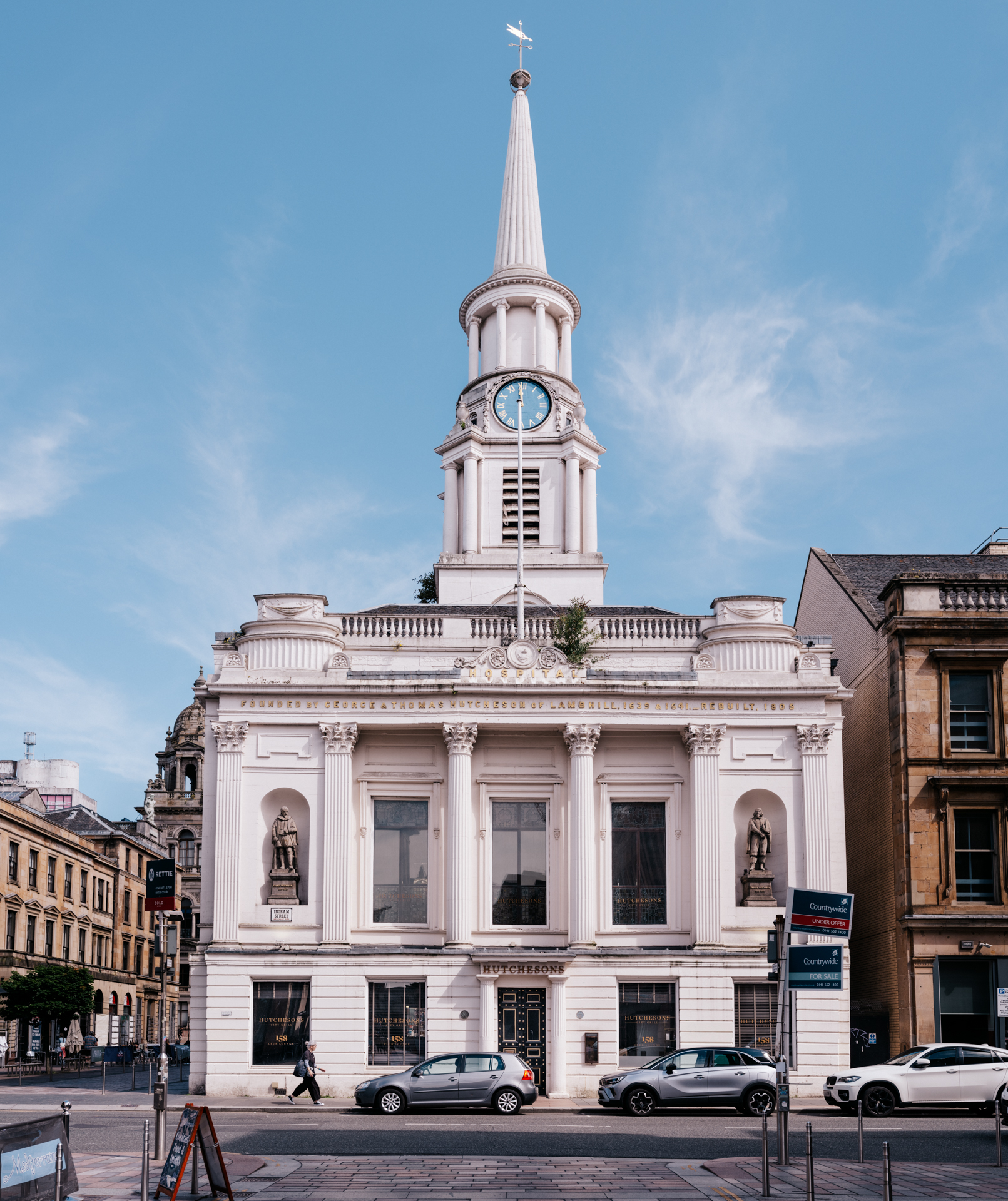
Hutchesons’ Hall

Die Hutchesons’ Hall, ehemals Hutchesons’ Hospital, ist ein ehemaliges Krankenhaus und heutige Gaststätte in der schottischen Stadt Glasgow. 1966 wurde das Bauwerk in die schottischen Denkmallisten in die höchste Denkmalkategorie A aufgenommen.

## Geschichte
Die Glasgower Juristen George und Thomas Hutcheson stifteten die Mittel zur Einrichtung einer Schule für verarmte Jungen sowie eines Hospiz für alte Männer. Hieraus gingen die Hutchesons’ Grammar School und das Hutchesons’ Hospital hervor. Ursprünglich an einem anderen Ort gelegen, zog das Krankenhaus im Jahre 1805 an den heutigen Standort. Den Entwurf lieferte der schottische Architekt David Hamilton. 1876 wurde der Innenraum nach einem Entwurf von John Baird modernisiert. Zwischenzeitlich an den National Trust for Scotland übergegangen, wurde das Gebäude in den 1970er oder 1980er Jahren restauriert. Nachdem in dem Gebäude zwischenzeitlich eine Bibliothek, eine Schule und Geschäfte untergebracht waren, stand es seit 2008 leer. Ein Sturm hatte die Hutchesons’ Hall beschädigt und Wasser trat ein. Im Jahre 2014 wurde sie restauriert und beherbergt seitdem Gaststätten. Die Gesamtkosten beliefen sich auf 1,3 Mio. £.

## Beschreibung
Es handelt sich um das Eckhaus zwischen Ingram Street und John Street im Glasgower Zentrum. Es steht am Kopf der Hutcheson Street. Das Mauerwerk des klassizistisch ausgestalteten, dreistöckigen Gebäudes ist im Bereich des Erdgeschosses rustiziert. Die fünf Achsen weite Hauptfassade entlang der Ingram Street ist aufwändiger ornamentiert. Das zentrale Eingangsportal ist dorisch ausgestaltet. Im Stile einer Kolonnade gliedern im Obergeschoss zurückversetzte korinthische Säulen und Pilaster die Fassade. In flankierenden Ädikulä ruhen Statuen der beiden Gründer, die James Colquhoun im Jahre 1649 für das ursprüngliche Gebäude geschaffen hatte.
Auf dem Gebäude sitzt ein quadratischer Turm mit schlankem Helm auf. Dessen Kanten zieren gepaarte toskanische Säulen, die ein Gesimse tragen. Darüber ist der Turm rund fortgeführt. Allseitig sind Turmuhren eingesetzt. Oberhalb der ionischen Rotunde beginnt der spitze Helm. Er schließt mit einer vergoldeten Erdkugel mit Kreuz.